# Георгієвка (Тяжинський округ)
Гео́ргієвка (рос. Георгиевка) — присілок у складі Тяжинського округу Кемеровської області, Росія.

## Населення
Населення — 280 осіб (2010; 355 у 2002).
Національний склад (станом на 2002 рік):
- росіяни — 94 %